# ضريح سعد زغلول

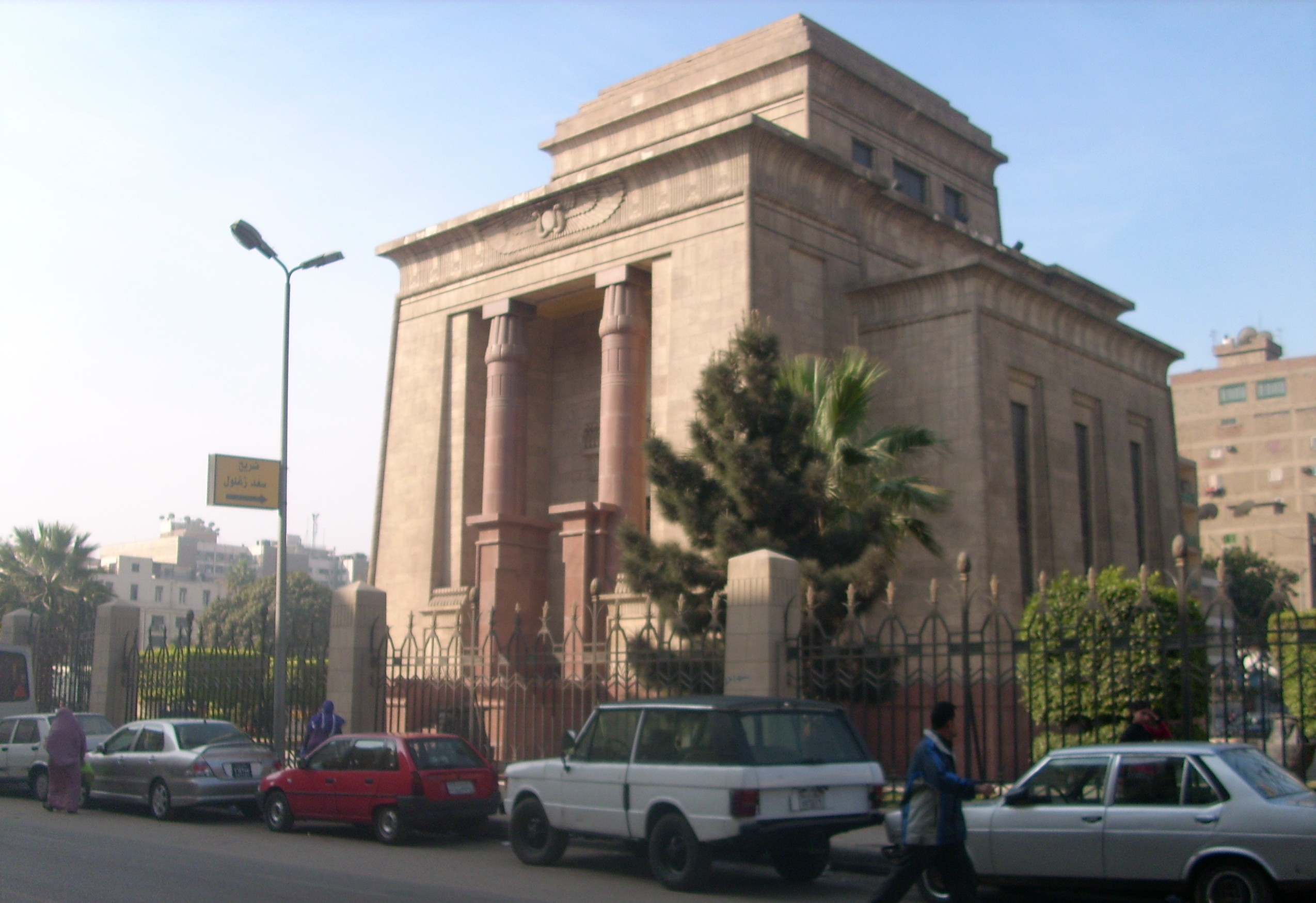
ضريح سعد

ضريح سعد زغلول أو (على سبيل الاختصار) ضريح سعد هو الضريح الذي يضم رفات الزعيم المصري سعد زغلول. بدأ إنشاؤه عقب وفاة سعد زغلول سنة 1927، ونُقل إليه رفاته بعد أن تم إنشاؤه بعد ذلك بتسعة أعوام.

## إنشاء الضريح
في سنة 1927، وعقب وفاة سعد زغلول، قررت الحكومة المصرية إقامة ضريح له يُبنى بجوار بيته، وكان قد دُفن بمقابر الإمام الشافعي مؤقتًا لحين إتمام الضريح المذكور، وقد قررت الحكومة ـ إلى جانب ذلك ـ إنشاء تمثالين للزعيم الراحل أحدهما في القاهرة ـ أقيم بالجزيرة ـ والآخر في الإسكندرية، أقيم في محطة الرمل.

## اعتراض السراي والإنجليز
أثار قرار الحكومة بإقامة التمثالين والضريح امتعاض كل من السراي الملكية والإنجليز؛ فاعترضت السراي بأنه ليس لمحمد علي باشا الكبير وابنه إبراهيم باشا غير تمثال واحد، كما أن الخديوي إسماعيل ليس له أي تمثال، فكيف يكون لسعد تمثالان؟ أما الإنجليز، فقد أوردت إحدى الصحف المصرية آنذاك أنهم يعترضون على هذا المشروع؛ لأنهم يرون في التمثالين والضريح إذكاء دائمًا للشعور الوطني، غير أن بعض المسؤولين الإنجليز نفوا في حينه ما قيل عن اعتراض حكومتهم.
اكتمل البناء في عهد وزارة إسماعيل صدقي عام 1931 ـ وكان من خصوم سعد زغلول ـ فعارض جعل الضريح الضخم لشخص واحد، واقترح تحويل الضريح إلى مقبرة كبرى تضم رفات كل الساسة والعظماء، غير أن صفية زغلول ـ زوجة سعد زغلول ـ رفضت ذلك بشدة، وأصرت على أن يكون الضريح خاصًا بسعد فقط، وفضلت أن يظل جثمانه في مقابر الامام الشافعي إلى أن تتغير الظروف السياسية وتسمح بنقله في احتفال يليق بمكانته التاريخية كزعيم للأمة.

## نقل رفات سعد زغلول إلى الضريح
دُفن سعد زغلول مؤقتًا بمقابر الإمام الشافعي، وكان قد تقرر أن يتم إنشاء الضريح ويُنقل إليه الجثمان خلال ستة أشهر من بداية تشييده (أي قبل منتصف سنة 1928)، غير أن البناء لم يتم إلا سنة 1931، ولم يُنقل رفات سعد زغلول إلى الضريح إلا في سنة 1936، أي بعد تسع سنوات من وفاته، حيث قدمت الحكومة مشروع قانون يقضي «بنقل رفات المغفور له سعد باشا زغلول إلى ضريح سعد» (القانون رقم 53 لسنة 1936)، وقد صادق البرلمان على القانون بمجلسيه، وأصدره مجلس الوصاية على العرش، ونُقل الرفات إلى الضريح في مشهد مهيب، يوم الجمعة 19 يونيو 1936م، الموافق 29 ربيع الأول 1355 هـ.

### نص القانون 53 لسنة 1936
| ضريح سعد زغلول | قانون رقم 53 لسنة 1936 خاص بنقل رفات المغفور له سعد باشا زغلول إلى ضريح سعد باسم صاحب الجلالة فاروق الأول ملك مصر مجلس الوصاية قرر مجلس الشيوخ ومجلس النواب القانون الآتي نصه وقد صدقنا عليه وأصدرناه: مادة 1: تنقل رفات المغفور له سعد باشا زغلول إلى ضريح سعد باحتفال رسمي على نفقة الدولة يوم الجمعة 29 ربيع الأول سنة 1355 (19 يونيه سنة 1936). ويكون الضريح المذكور مبانيه وحرمه طبقًا للرسم الموضوع لهما، وطبقًا للشرط المقرر في الكتابين المرفقين بهذا القانون، مخصصًا على وجه الدوام لدفن المغفور له وزوجه من بعده دون غيرهما. مادة 2: على وزير الداخلية والمالية تنفيذ هذا القانون الذي يصبح نافذًا بمجرد نشره في الجريدة الرسمية. نأمر بأن يُبصم هذا القانون بخاتم الدولة وأن يُنشر في الجريدة الرسمية وينفذ كقانون من قوانين الدولة، صدر بسراي عابدين في 26 ربيع الأول سنة 1355 (16 يونيه سنة 1936) | ضريح سعد زغلول |

وقد وقع على القانون كل من مكرم عبيد بصفته وزيرًا للمالية، ومصطفى النحاس بصفتيه وزيرًا للداخلية ورئيسًا للوزراء، وصدق عليه مجلس الوصاية المكون من الأمير محمد علي وعبد العزيز عزت باشا وشريف صبري باشا.
وفي اليوم السابق للاحتفال ذهب النحاس باشا سرًا ـ مع بعض رفاق سعد زغلول ـ إلى مقبرة سعد زغلول بمدافن الإمام الشافعي للاطمئنان على رفاته قبل نقلها خوفًا منهم أن يكون قد حدث حدث أو أن يحدث شيء لرفات زعيم الأمة، وكان معهما محمود فهمي النقراشي باشا ومحمد حنفي الطرزي باشا والمسؤول عن مدافن الإمام الشافعي ولفوا جسد الزعيم الراحل في أقمشة حريرية ووضعوه في نعش جديد ووضعوا حراسة على المكان حتى حضر كل من أحمد ماهر باشا رئيس مجلس النواب ومحمود بك بسيوني رئيس مجلس الشيوخ في السادسة من صباح اليوم التالي، ثم توالى الحاضرون إلى المقبرة من الوزراء والنواب والشيوخ، وحُمل النعش على عربة عسكرية تجرها ثمانية خيول، واخترق موكب الجنازة القاهرة للمرة الثانية من الإمام الشافعي إلى موقع الضريح بشارع الفلكي، وكان قد أقيم بجواره سرادق ضخم لاستقبال كبار رجال الدولة والمشيعين من أنصار سعد وألقى النحاس باشا كلمة مختارة في حب زعيم الأمة جددت أحزان الحاضرين ودمعت عيناه وبكت أم المصريين بكاءً شديدًا، ونقلت صحافة مصر تفاصيل نقل الجثمان إلى الضريح، وكتبت مجلة المصور تفاصيل نقل الجثمان تحت عنوان «سعد يعود إلى ضريحه منتصرا».

## موقع الضريح
يقع ضريح سعد في شارع الفلكي، الموازي لشارع قصر العيني، أما الشارع المسمى بشارع ضريح سعد، فيواجه منتصف الضريح تقريبًا، ويقع جنوبي شارع سعد زغلول (الذي تطل عليه الواجهة الخلفية لبيت الأمة). ويصل الحد الشرقي للضريح إلى شارع منصور.

## الضريح
تبلغ مساحة أرض الضريح 5225 مترًا مربعًا (55 × 95 مترًا)، والضريح مبني في وسطها على مساحة 625 مترًا مربعًا تقريبًا (25 × 25 مترًا) تحيط به حديقة تشغل باقي المساحة. والضريح مشيد على طراز فرعوني به أعمدة ضخمة من الجرانيت، والتركيبة فوق المدفن كتلة ضخمة من الجرانيت الفاخر، واختير الطراز الفرعوني ليكون الضريح لكل المواطنين دون طائفة منهم، غير أن اختيار الطراز الفرعوني واجه بعض الانتقادات، أشار إليها الشاعر يوسف حمدي يكن في رباعية قصيرة نشرها بمجلة الهلال في نوفمبر 1932، قال فيها: